# Ґарднер (гора)
Гора Ґарднер англ. Gardner Mountain — це гірська вершина висотою 2712 м н.р.м. в окрузі Оканоґан штату Вашингтон, названа на честь Ізабелли Стюарт Ґарднер.

## Опис
Гора Ґарднер — друга за висоою вершина в горах Метов, які є підхребтом Північних Каскадних гір.  Вона розташована на землі, що знаходиться під управлінням Національного лісу Оканоґан-Венатчі, і є найвищою точкою заповідника Лейк-Челан-Совтут.  Ґарднер є другою за висотою вершиною в окрузі Оканоґан і 28-мою за висотою вершиною у Вашинґтоні.  Опади зі схилів гори стікають у притоки річки Метов. Топографічний рельєф має суттєве значення, оскільки вершина піднімається на 1000 м над Волф-Крік на віддалі 2,4 км. Місто Вінтроп знаходиться за 23 км на схід-південний схід, а Мазама — на 11 км на північний схід.

## Клімат
Погодні фронти, що зароджуються в Тихому океані, рухаються на північний схід у напрямку Каскадних гір. Коли фронти наближаються до Північних Каскадів, вони піднімаються вгору вершинами Каскадного хребта (орографічний підйом), що змушує їх скидати вологу у вигляді дощу або снігопаду на Каскади. В результаті на західній стороні Північних Каскадів випадає багато опадів, особливо в зимові місяці у вигляді снігопадів. Цей клімат підтримує два невеликі залишки льодовика на північно-східному схилі гори Ґарднер.  У зимові місяці погода зазвичай хмарна, але через систему високого тиску над Тихим океаном, яка посилюється в літні місяці, влітку часто буває мало або взагалі немає хмарності.  Місяці з липня до вересня мають найсприятливішу погоду для спостереження за цією вершиною або сходження на неї.

## Геологія
Північні Каскади мають один із найсуворіших рельєфів у Каскадному хребті зі скелястими вершинами, хребтами та глибокими льодовиковими долинами. Геологічні події, що відбулися багато років тому, створили різноманітний рельєф та різкі зміни висоти над Каскадним хребтом, що призвело до різних кліматичних відмінностей. Ці кліматичні відмінності призводять до різноманітності рослинності, що визначає розмаїті екорегіони в цій місцевості.
Історія формування Каскадних гір сягає мільйонів років у минуле, до кінця еоцену. З переходом Північноамериканської плити над Тихоокеанською плитою епізоди вулканічної магматичної активності тривали. Крім того, невеликі фрагменти океанічної та континентальної літосфери, які називаються террейнами, створили Північні Каскади близько 50 мільйонів років тому.
Протягом плейстоценового періоду, що датується понад два мільйони років тому, зледеніння, що наступало та відступало, неодноразово розмивало ландшафт, залишаючи після себе відклади гірських порід. U-подібний поперечний переріз річкових долин є результатом нещодавнього зледеніння. Підняття та розломи в поєднанні зі зледенінням були домінуючими процесами, які створили високі вершини та глибокі долини в районі Північних Каскадів.

## Історія

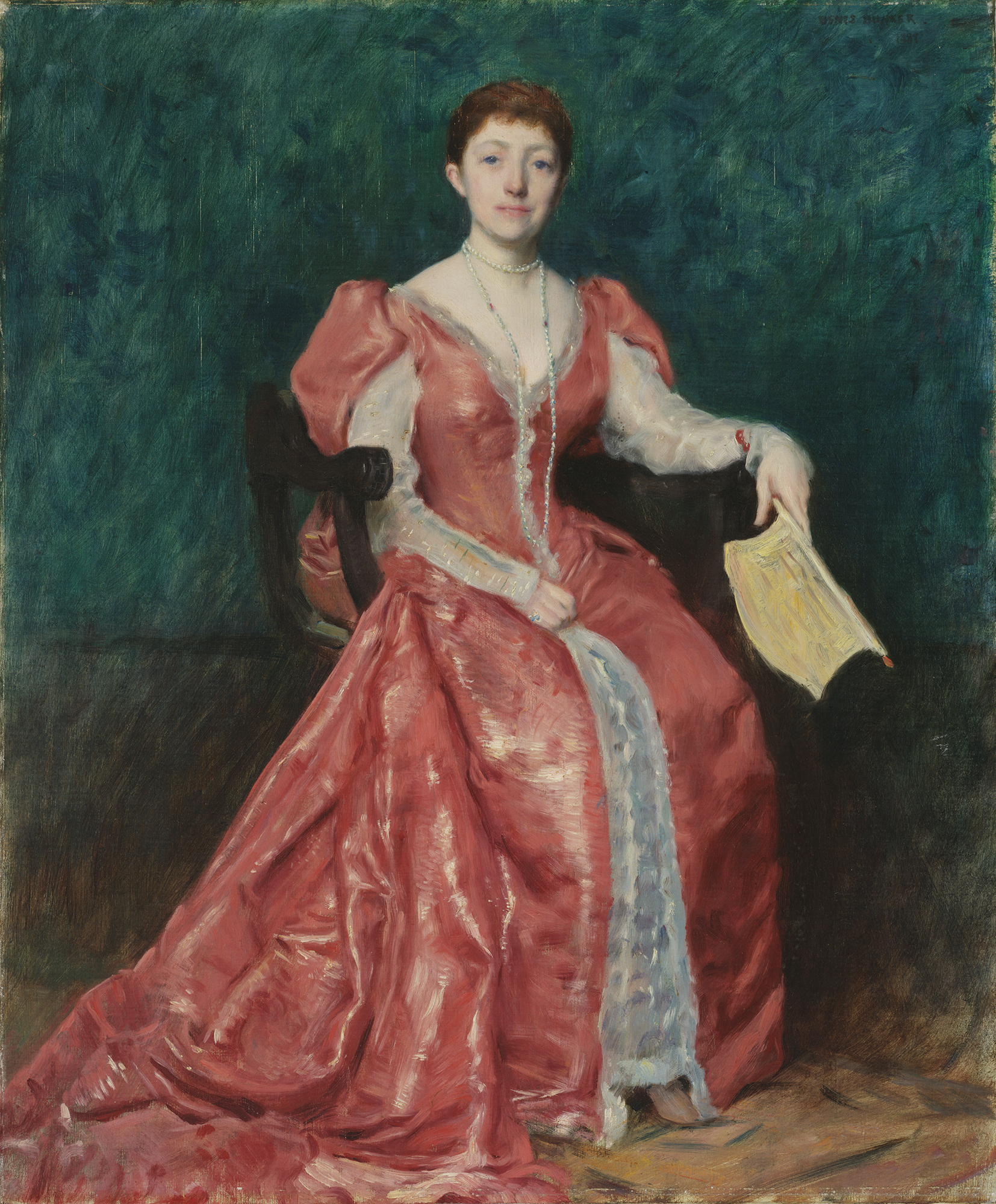
Ізабелла Стюарт Ґарднер (картина 1889 року)

«Гора Ґарднер» отримала своє імя у 1891 році від Ґая Ворінґа з Вінтропа на честь Ізабелли Стюарт Ґарднер (1840–1924). Північніше, також на її честь, названо хребет Ізабелли. Ворінґ був другом Ізабелли та однокласником її шваґра, Джозефа Ґарднера.
У 1898 чи 1899 році Альберт Гейл Сільвестер та дослідницька група Геологічної служби США піднялися на гору. 
Топонім цієї гори був офіційно прийнятий Радою з географічних назв США. 

## Зовнішні посилання
- Погода: Гора Ґарднер
- Національний геодезичний бюлетень
- Гора Ґарднер (аерофотознімок): PBase